# Liste der Fließgewässer im Flusssystem Billbach

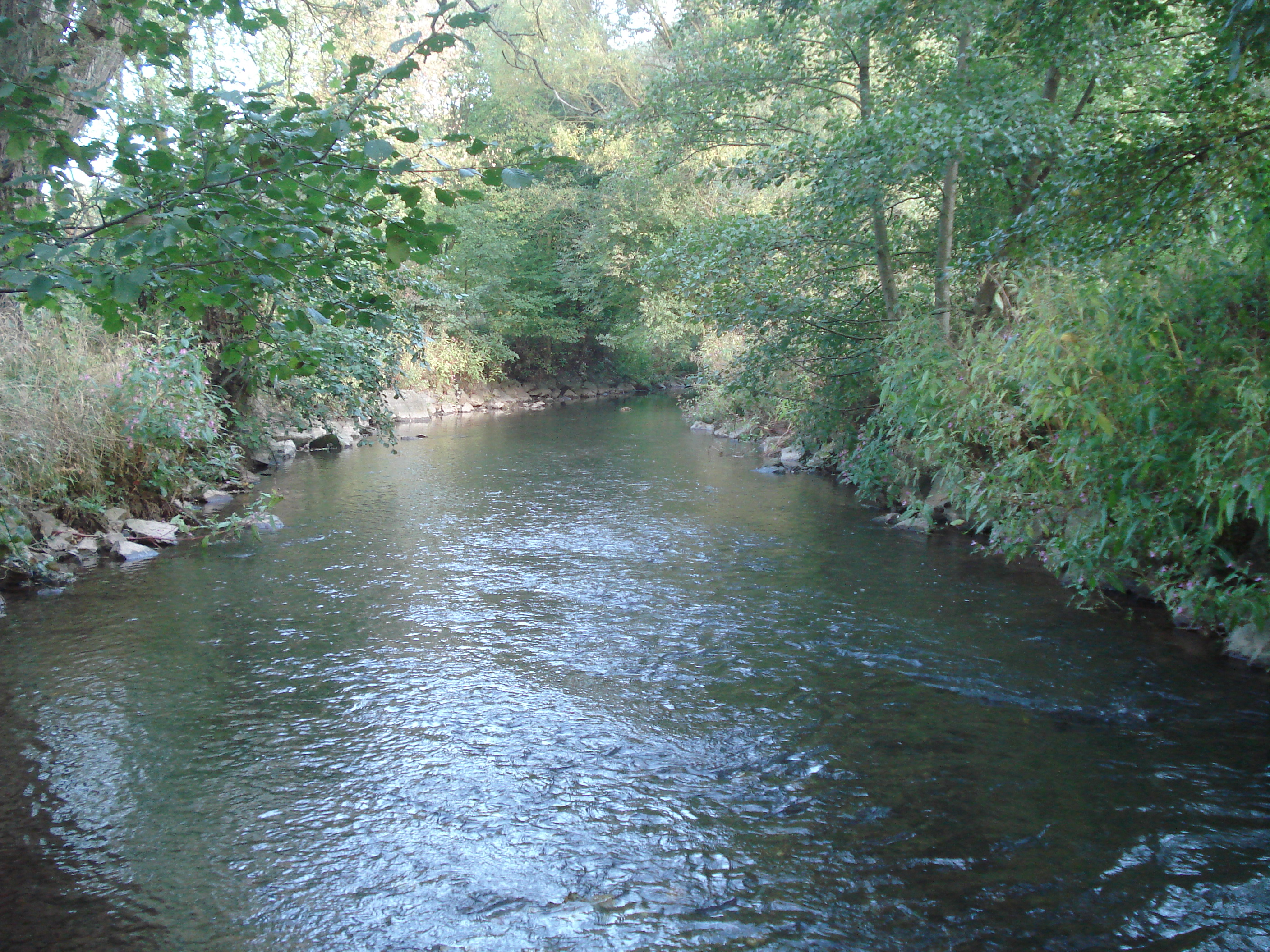
Der Billbach bei Amorbach

Die Liste der Fließgewässer im Flusssystem Billbach umfasst alle direkten und indirekten Zuflüsse des Billbachs oder in der Gewässernetzkarte des LUBW aufgeführt sind. Namenlose Zuläufe und Abzweigungen werden nicht berücksichtigt. Wenn nach dem Zusammenfluss zweier Gewässerabschnitte sich der Gewässername ändert, werden die beiden Zuflüsse als Quellzuflüsse separat angeführt, ansonsten erscheint der Teilbereichsname in Klammern. Die Längenangaben werden auf eine Nachkommastelle gerundet. Die Fließgewässer werden jeweils flussabwärts aufgeführt. Die orografische Richtungsangabe bezieht sich auf das direkt übergeordnete Gewässer. 

## Billbach
Der Billbach  ist ein 24,6 km langer rechter Zufluss der Mud mit einem Einzugsgebiet von 188,5 km².

## Zuflüsse

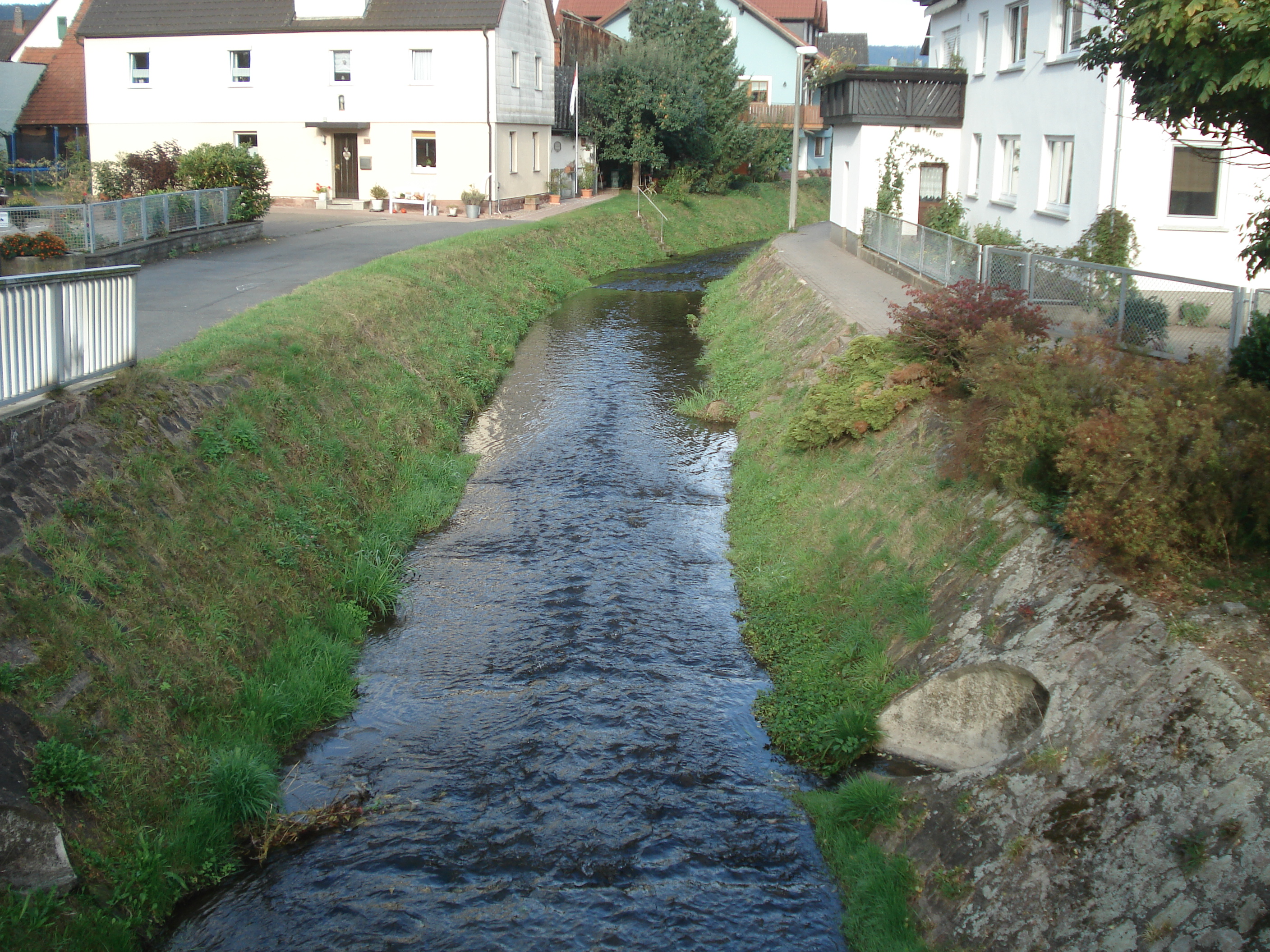
Der Marsbach

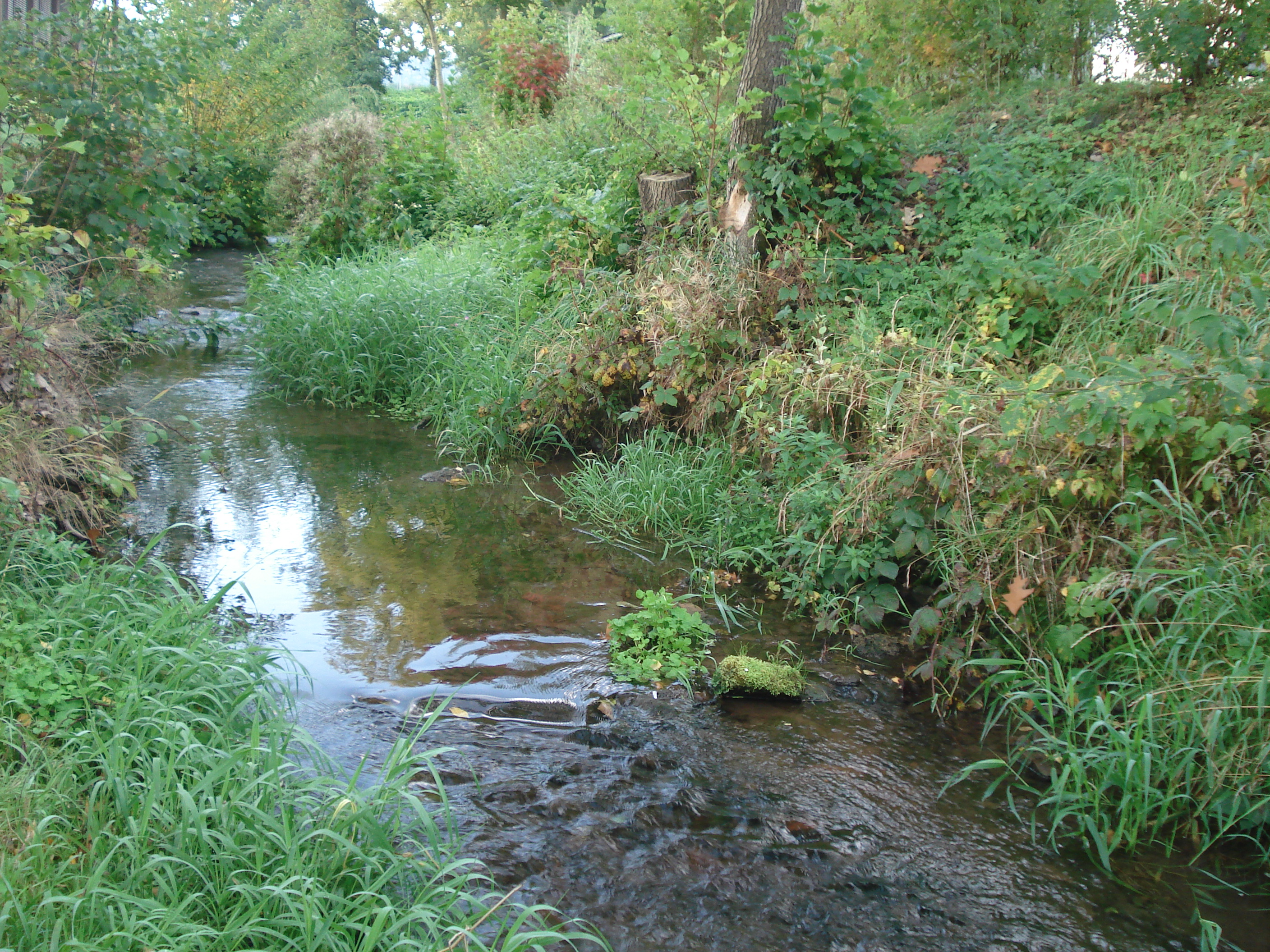
Der Eiderbach

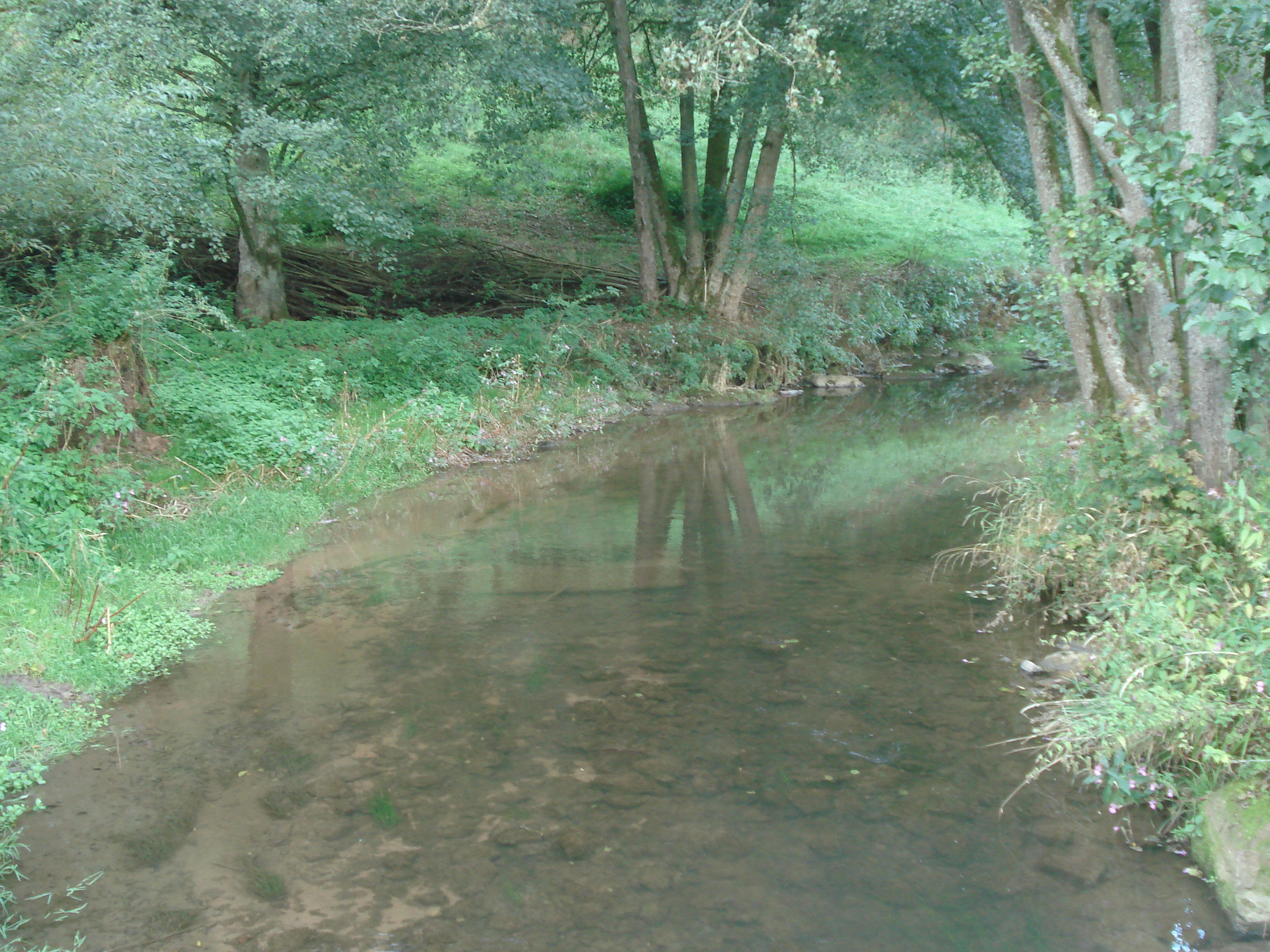
Die Morre

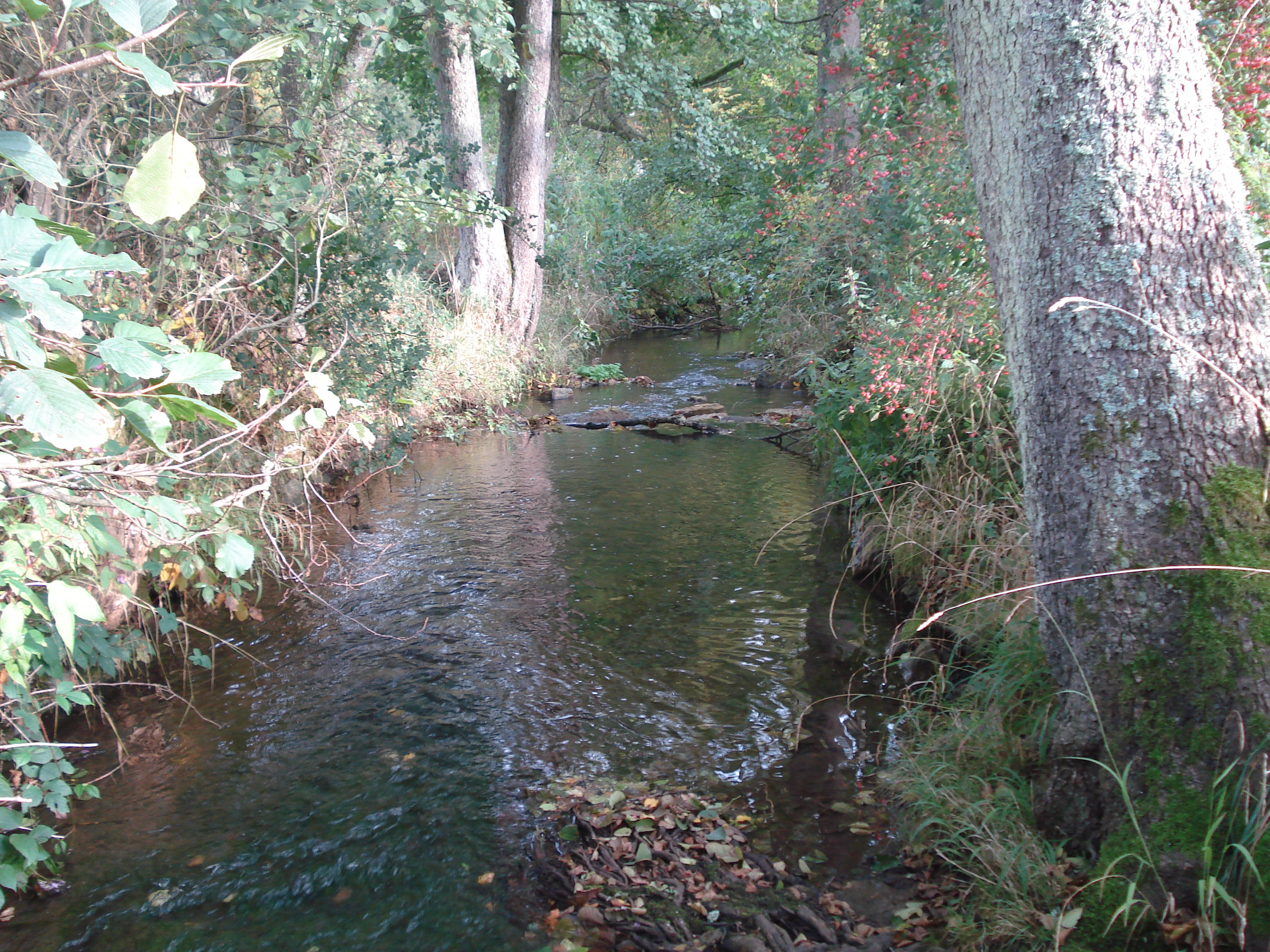
Das Steinbächle

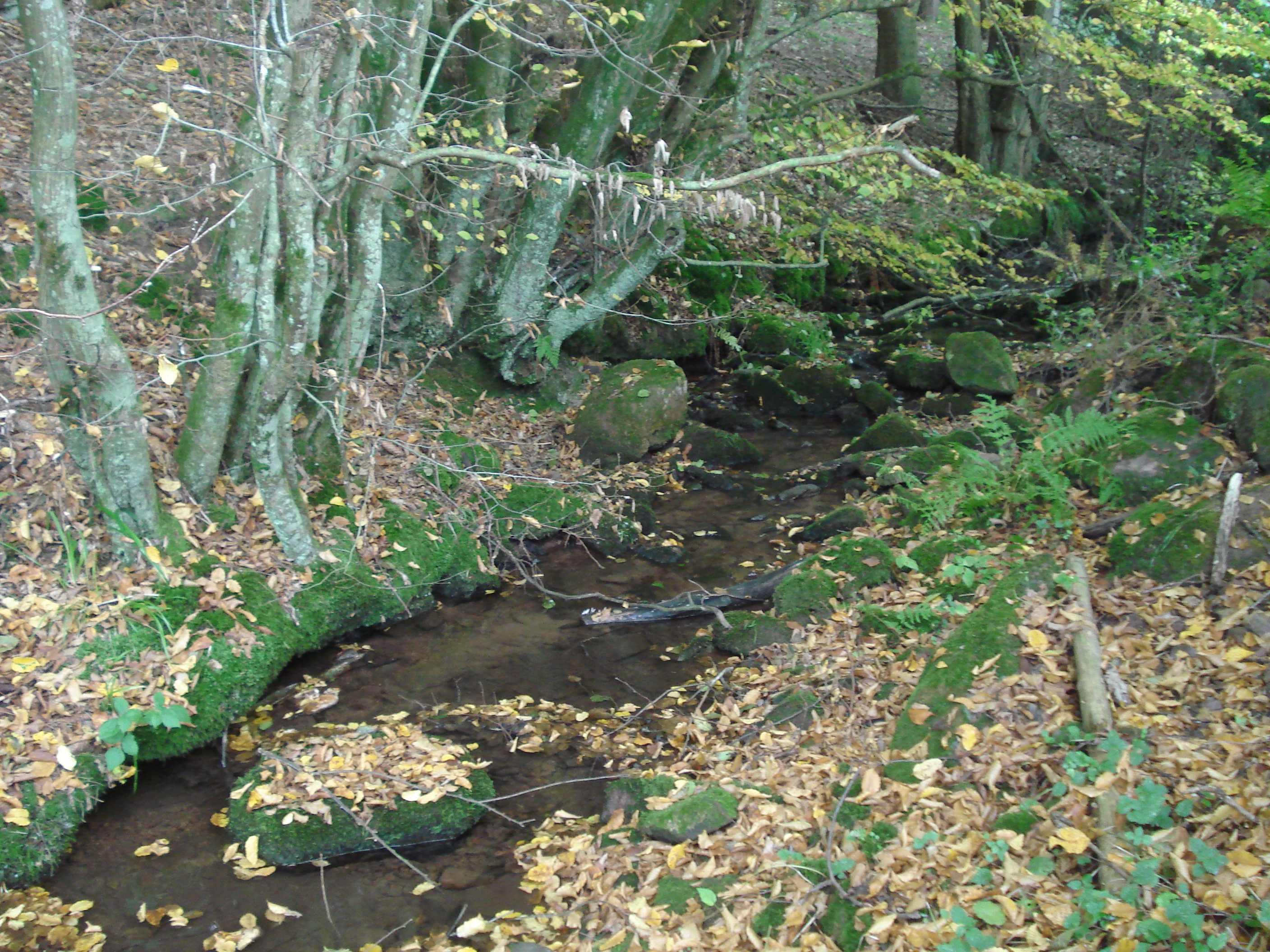
Der Winterbach

Hierarchische Liste der Zuflüsse des Billbaches auch höherer Ordnung, jeweils vom Ursprung zur Mündung.
- Marsbach[2] (Morsbach) (rechter Quellbach[3]), 16,4 km und 83,3 km²
  - Diebgrund (links), 1,4 km
  - Spangelraingraben (links), 1,6 km
  - Höpfinger Graben (rechts), 2,6 km und 3,2 km² 
    - Katzengraben (rechts), 0,8 km
    - Limesgraben (rechts), 0,5 km

  - Spangelgraben (links) 1,2 km
  - Wasengraben (links), 1,3 km und 2,4 km²
    - Heilmannsgraben (links), 0,8 km

  - Hammerklinge (rechts), 2,5 km
  - Finsterklinge (links), 2,8 km und 2,2 km²
  - Seebach, zuletzt durch die Kummersklinge (rechts), 3,3 km und 5,5 km²
  - Eiderbach (links) 12,2 km und 28,4 km² 
    - Barnholzgraben (rechts) 0,8 km
    - (Bach von der Erlenhecke) (links) 1,3 km und 1,7 km²
      - Zipfengraben (links) 1,2 km

    - (Bach am Waldgewann Klingenbrünnle) (rechts) ca. 1,2 km
    - (Bach vom Waldgewann Ahnwiesen) (links) 0,6 km
    - Klinge (rechts) 0,8 km
    - Fockengraben (links), 1,0 km und 2,5 km²
    - Kälberklinge (rechts), 0,8 km
    - Steigengraben (links), 0,8 km und 1,7 km²
    - Essigklinge (links), 0,9 km und 1,6 km²

  - Gottersklinge (rechts), ca. 2,0 km
  - Röscheklinge (rechts), ca. 0,7 km
  - (Bach vom Hinteren Steigwald)(rechts), ca. 0,6 km; mündet in des Rest des Mühlbachs rechts des Marsbachs
- Morre[4] (Saubach[5]) (linker Quellbach) 22,0 km und 101,0 km² 
  - Daunbächle (links), 2,1 km und 2,4 km². Durchfließt den 0,4 ha großen Dauntalweiher.
  - Hühnergründlein (rechts), 0,7 km
  - Bödigheimerbach (links), 2,7 km und 4,8 km².
    - Rinneggraben aus dem Weitleimental (rechts), 0,7 km
    - Galgenberggraben (links), 0,7 km
    - Anderbach (links), 1,5 km

  - Hainsterbach (rechts), 4,1 km und 6,2 km² 
    - Binzichgraben (links), 2,0 km

  - Hollerbach (links), 5,0 km und 11,3 km² 
    - Steinachgraben (links), 1,2 km
    - Heumattengraben (links), 0,5 km
    - (Bach aus dem Gewann Bei den Hayenhäusern) (rechts), 1,7 km

  - Hebberggraben (rechts), 1,7 km
  - Steinbächle (links), 8,9 km und 21,0 km²
    - Ameisenbrünnlein (links), 1,5 km und 1,1 km² 
      - Aspengraben (links), 0,4 km

    - Hohle-Buchen-Graben (links), 0,9 km
    - Roiße (links), 0,7 km
    - Krebsbächle (rechts), 3,2 km und 6,1 km²
    - Steinichgraben (links), 0,7 km

  - Taubenklingengraben (links), 1,6 km und 1,7 km²
  - Seichterbach (rechts), 2,3 km und 4,3 km²
  - Hornbächle (rechts), 1,2 km
  - Winterbach (links), 3,8 km und 4,7 km²
  - Mannest (links), 1,1 km und 3,5 km² 
    - Kollerbach (links), 1,1 km

  - Bauernwaldbach (links), 0,3 km
  - Katzenklinge (links), 0,9 km und 1,5 km²
  - Mausklinge (rechts), ca. 0,8 km
  - Hesselbrunngraben (links), ca. 1,0 km und ca. 1,5 km²
  - Müllersbrunngraben (links), ca. 1,4 km und ca. 2,5 km²
  - Bach aus der Zittenfeldener Quelle (links), ca. 0,5 km und ca. 0,2 km²

## Flusssystem Mud
- Liste der Fließgewässer im Flusssystem Mud